# 피더 토이빈

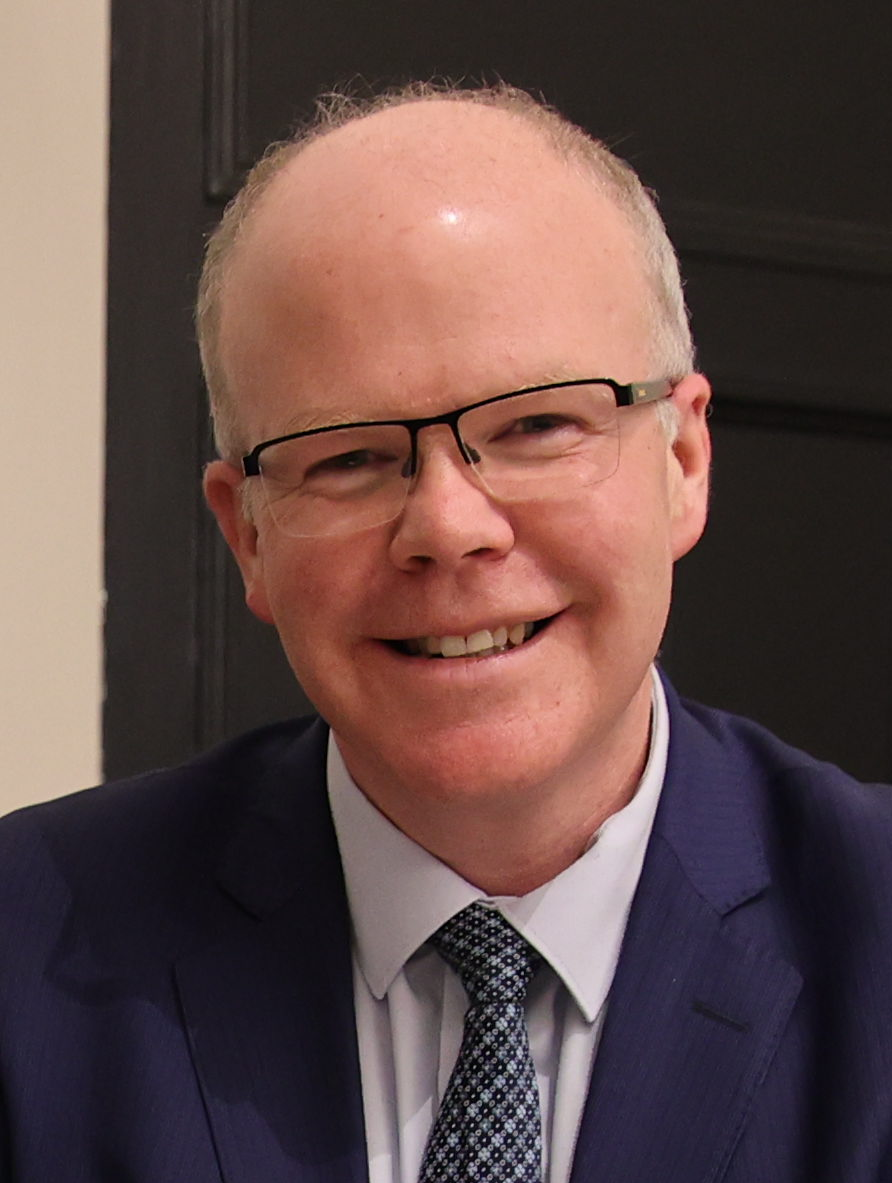
2024

피더 토이빈(아일랜드어: Peadar Tóibín, 1974년 6월 19일 ~ )은 아일랜드의 정치인으로 2019년 1월 이래 아온투의 대표를 지내고 있는 중이다. 2011년 이래 서미스 선거구의 국회의원이기도 하며, 2016년부터 2018년까지 국회 미술유산지역지방게일탁트 위원장을 역임한 바 있다. 2019년 1월 아온투라는 신당을 창당했다.
2011년 신 페인 소속으로 당선되었으며 2018년 11월 15일 탈당했다.